# Walzer (Tanz)
Der Walzer ist ein Paartanz im 3/4-Takt. Er wird in geschlossener Haltung nach einem festen Schrittmuster mit Drehungen getanzt. Zur Entstehung des Tanzes gibt es mehrere Vermutungen. Die erste populäre Melodie, von der man behaupten kann, dass sie im echten Walzerrhythmus ist, war das Revival des alten deutschen Liedes Oh du lieber Augustin! im Jahr 1780.
Walzer ist eine Variante des paarweisen Tanzens mit drei Schritten pro Takt; andere Varianten sind etwa das Mazurek-Tanzen oder das für die Entwicklung des Walzers einflussreiche historische „schwäbisch Tanzen“.

## Geschichte
Der Walzer ist der älteste der modernen bürgerlichen Gesellschaftstänze. Der Name wird aus von der Tanzfigur „walzen“ bzw. dem Wort „walzen“ abgeleitet, was „drehen“ bedeutet.
1748 ist „Walzen“ in einem Tanzverbot des Landeshauptmannes von Oberösterreich belegt.
In Tanzschritte umsetzbare Beschreibungen des Walzers liegen aus dieser Zeit jedoch nicht vor. In den Textquellen, die das „Walzen“ im gesamten deutschen Sprachraum belegen, ist selbst eine Taktart noch nicht festlegbar.
Der Begriff Walzer wurde erstmals 1781 von Friedrich Schiller in der Ballade Eberhard der Greiner sowohl für die Musik als auch als Tanz in öffentlicher Form verwendet. Die ältesten bekannten Walzer finden sich in Musikhandschriften um 1790, so auch ein so bezeichneter „Wals“ in Stockholm 1785.
Die erste gedruckte Ausgabe, ein Schwäbischer Walzer von Ludwig Abeille, erschien 1790 im Notenanhang zu Amaliens Erholungsstunden, herausgegeben von Marianne Ehrmann. Der Begriff „Wiener Walzer“ ist erstmals 1797 in Breslau nachweisbar. Der Walzer verdrängte das Menuett und besaß den Ruf des Volkstümlichen und Deutschen gegenüber dem Aristokratischen und Französischen des Menuetts.
Die erste bekannte gedruckte Choreografie veröffentlichte Johann Heinrich Kattfuß 1800 in Leipzig.
Für den Wiener Raum und die Zeit bis zum Anfang des 19. Jahrhunderts gibt es Hinweise auf sehr schnelle Tempi, wobei der „Langaus“ eine Tanzausführung war, der allerdings der Musik vieler anderer Tänze auferlegt werden konnte. In späterer Zeit nach dem Wiener Kongress gibt es für den Wiener Walzer Hinweise auf ein Einpendeln des Tempos bei etwa einer Sekunde pro Takt.
Die etwa halb so schnelle Version des Tanzes, der Langsame Walzer, wurde ebenfalls 1806 erstmals gedruckt, jedoch erst gegen Ende des 19. Jahrhunderts regelmäßig getanzt.
Über die für die Tanzbewegung wichtige Agogik und Rhythmik des Walzers lassen sich konkrete Aussagen erst ab der Erfindung der Schallaufzeichnung machen. Daraus kann mit Einschränkungen auf die mit den Aufnahmen verbundenen Traditionen in der Zeit davor geschlossen werden. So etwa lassen Aufnahmen von Johann Strauss (Sohn) und seinem Orchester Rückschlüsse auf den Wiener Walzer im 19. Jahrhundert zu. Für den Wiener Walzer und die damit eng verbundene Tradition der österreichischen Volkstanzpflege gilt die bekannte ungleiche Verteilung der Gewichtung der Schläge im Takt mit Vorziehen und Längen der zweiten Taktteile, der Bass spielt in der Regel nur auf dem ersten Schlag.

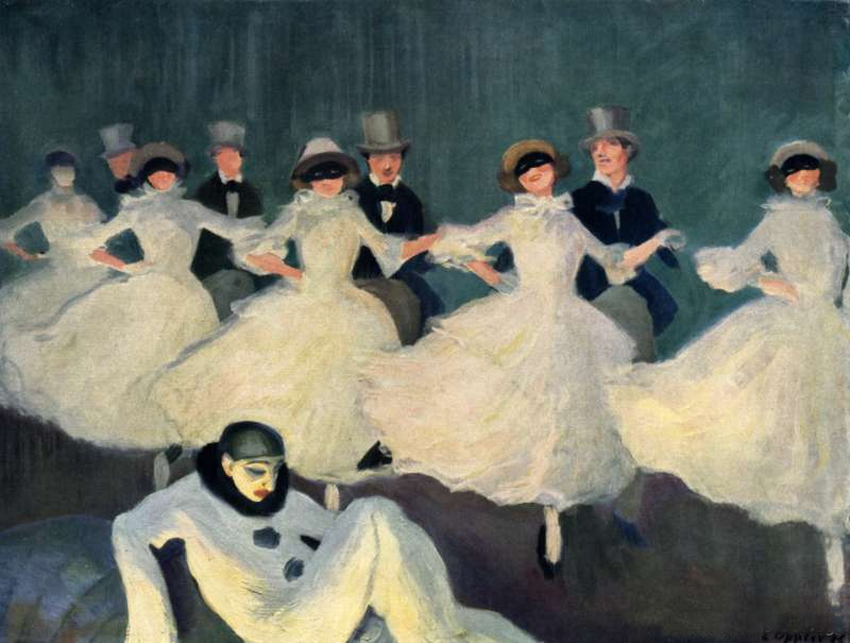
Walzer zu einer Karnevalsveranstaltung, Gemälde von Ernst Oppler, 1929

Berühmte tanzbare Walzer stammen von Joseph Lanner, Johann Strauss (Vater), dessen Sohn Johann Strauss (Sohn) (z. B. der Donauwalzer, 1867) sowie von Pjotr Iljitsch Tschaikowski. Viele Opern und Operetten enthalten auf der Bühne getanzte Walzermusik.
Als Volkstanz wurde der Walzer zu Beginn der 1930er Jahre vor allem in Deutschland und Österreich zunächst im Zuge einer volkstümlichen Mode und später als Bestandteil eines politischen Programms zur Ausgrenzung des „Undeutschen“ gefördert.

## Gesellschaftstanz

### Wiener Walzer
Der Wiener Walzer ist der schnelle Walzer im Gesellschaftstanz.

### Langsamer Walzer
Der Langsame Walzer ist die gemäßigte Form des Walzers. Hier werden auch Figuren eingefügt.

### Vals im Tango Argentino
Der Vals, auch Tangowalzer genannt, gehört zu den drei Tänzen des Tango Argentino. Er wird mit den Tangoschritten getanzt, die allerdings an den 3/4-Takt angepasst sind.

## Volkstanz
Die Tanzhaltung ist im Volkstanz viel lockerer als beim Gesellschaftstanz. Die Arme werden angewinkelt, sodass weniger Raum beansprucht wird. Oft fasst der Mann mit seiner linken Hand nicht die rechte Hand der Frau, sondern hält mit ihr den Oberkörper, so wie er es mit seiner rechten Hand macht. Die Frau legt dann ihre rechte Hand auf den Oberarm oder die Schulter des Mannes.

### Der 3-Viertel-Walzer
Der Schrittfolge nach wird er genauso getanzt wie der Wiener Walzer.
(1 2 3) Lang – kurz – kurz
- Für den Herrn: (1 2 3) Links-rechts-links | (1 2 3) Rechts-links-rechts
- Für die Dame: (1 2 3) Rechts-links-rechts | (1 2 3) Links-rechts-links

### 5-Viertel-Walzer
Die asymmetrischen Walzer werden häufig in Frankreich getanzt, sind aber auch fester Bestandteil des Bal Folk in Deutschland.
Hier wird an die drei Walzerschritte ein 2er-Schritt angefügt. Selten sind diese zwei zusätzlichen Schritte so betont, dass dies wie ein Zwiefacher getanzt werden kann.
(1 2 3) Lang – kurz – kurz – (4 5) lang – lang
- Für den Herrn: (1 2 3) Links-rechts-links (4) rechts (5) links | (1 2 3) Rechts-links-rechts (4) links (5) rechts
- Für die Dame: (1 2 3) Rechts-links-rechts (4) links (5) rechts | (1 2 3) Links-rechts-links (4) rechts (5) links

Einzelne Melodien beginnen mit dem 2er-Teil vor dem Walzer-Teil. Musikalisch sind beide Varianten deutlich unterschiedlich und auch vom Tanzen her werden beide Varianten etwas unterschiedlich getanzt.

### 8-Viertel-Walzer
Nach den drei Walzerschritten werden nochmals drei Walzerschritte getanzt und dann der 2er-Schritt angefügt.
(1 2 3) Lang – kurz – kurz – (4 5 6) Lang – kurz – kurz – (7 8) lang – lang
- Für den Herrn: (1 2 3) Links-rechts-links (4 5 6) Rechts-links-rechts (7) links (8) rechts | (1 2 3) Links-rechts-links (4 5 6) Rechts-links-rechts (7) links (8) rechts
- Für die Dame: (1 2 3) Rechts-links-rechts (4 5 6) Links-rechts-links (7) rechts (8) links | (1 2 3) Rechts-links-rechts (4 5 6) Links-rechts-links (7) rechts (8) links

Dies ist die häufigste Form. Die 2er-Schritte können aber auch in der Mitte (häufig) oder auch am Anfang (sehr selten) stehen:
(1 2 3) Lang – kurz – kurz – (4 5) Lang – lang (6 7 8) lang – kurz – kurz 
(1 2) Lang – Lang – (3 4 5) Lang – kurz – kurz (6 7 8) lang – kurz – kurz

### 11-Viertel-Walzer
Entsprechend dem 5-Viertel-Walzer und dem 8-Viertel-Walzer werden drei Walzer-Teile mit einem Zweier-Teil kombiniert, üblicherweise in der Aufteilung: Walzer-Walzer-Zweier-Walzer (3-3-2-3).

### Skandinavische Walzer

#### Stikwalzer
Das rechte Bein steht nicht zwischen den Beinen des Partners, sondern beide stehen nebeneinander.

#### Hambo-Walzer
Eine Variante des Hambo.

## Tanzbeschreibung

### Schritte und Bewegungen
Beim Tanzen dreht sich das Paar mit zwei Walzerschritten einmal um seine Achse, wobei das erste Mal der Tänzer, das zweite Mal die Tänzerin einen größeren Schritt macht. Der Tänzer gibt der Drehbewegung einen stärkeren Impuls und lässt sich von der Musik unterstützen.

### Beginn
Im Gegensatz zum Standardtanz beginnt der Mann im Volkstanz mit dem linken Fuß nach hinten. Ansonsten sind alle Schritte gleich.

### Haltung
Normale Rundtanzhaltung oder Korbfassung, Mann und Frau haben Front zueinander. Die Füße des Mannes stehen so nebeneinander, dass der rechte Fuß der Frau noch Platz hat, ebenso die der Frau.

### Rechtswalzer

#### 1. Takt
Schritt 1: Der Mann macht mit dem linken Fuß einen kleinen Schritt rückwärts, die Frau mit dem rechten Fuß einen kleinen Schritt vorwärts. Danach werden diese belastet. Ein Vortreten zwischen die Füße des Partners ist beim Volkstanz eher unüblich.
Schritt 2: Er macht mit dem rechten Fuß einen kleinen Schritt rückwärts, stellt ihn etwa einen Fußbreit neben den linken und belastet ihn. Sie macht mit dem linken Fuß einen kleinen Schritt vorwärts, stellt ihn mit etwas Abstand neben den rechten und belastet ihn.
Schritt 3: Der Mann stellt den linken Fuß neben den rechten, er schließt also die Lücke, und belastet ihn. Die Frau macht die gegengleiche Bewegung.

#### 2. Takt
Schritt 1: Der Mann macht mit dem rechten Fuß einen kleinen Schritt vorwärts und belastet ihn, die Frau setzt den linken Fuß zurück und belastet ihn.
Schritt 2: Er macht mit dem linken Fuß einen kleinen Schritt vorwärts, stellt ihn etwa einen Fußbreit neben den rechten und belastet ihn. Sie macht mit dem rechten einen kleinen Schritt rückwärts, stellt ihn mit etwas Abstand neben den linken und belastet ihn.
Schritt 3: Der Mann stellt den rechten Fuß neben den linken, und schließt so die Lücke und belastet ihn danach. Die Frau macht die gegengleiche Bewegung.
Nun stehen die Paare wieder in der Ausgangsstellung.
Die Schritte werden wiederholt, wie in den ersten beiden Takten erklärt, und so lange fortgesetzt, wie die Musik spielt.

#### Die Drehung
Eine Rechtsdrehung, also eine Drehung der Paare im Uhrzeigersinn ↷ kommt dadurch zustande, dass der Herr beim ersten und zweiten Schritt den Körper nach rechts dreht und dabei den linken Fuß statt nach hinten zur Seite stellt. Für die Dame gilt das Gleiche.
Der Walzer sollte ruckfrei getanzt werden. Die Paare drehen sich gleichmäßig, ohne bei den einzelnen Schritten oder zwischen den Takten die Geschwindigkeit zu verändern. Der Oberkörper und der Kopf werden ruhig gehalten, es gibt keine Auf- und Abbewegung, auch nicht der Arme, sofern man die gewöhnliche Tanzhaltung gewählt hat. Eine aufrechte Haltung ist selbstverständlich, die Füße bleiben dicht beieinander, die Oberkörper sind etwas voneinander entfernt. Die bei schnellerem Tanzen auftretenden Fliehkräfte werden von beiden Tanzpartnern gleichermaßen aufgefangen. Jeder Schritt sollte ausgetanzt werden, bei hohem Tempo der Musik kann der 2. Schritt verschliffen werden.

### Linkswalzer
Beim Linkswalzer muss der Drehimpuls wesentlich größer sein. Am schwierigsten ist der Übergang zum Linkswalzer.

#### 1. Takt
Schritt 1: Der Mann macht mit dem linken Fuß einen kleinen Schritt rückwärts, dreht ihn dabei gegen den Uhrzeigersinn ↶ und stellt ihn mit Gewichtsübertragung hinter seinen rechten Fuß. Die Frau macht mit dem rechten Fuß einen kleinen Schritt vorwärts, dreht ihn dabei gegen den Uhrzeigersinn ↶ und belastet ihn.
Schritt 2: Er dreht den rechten Fuß auf dem Ballen so weit gegen den Uhrzeigersinn ↶, bis er etwa parallel zum linken Fuß ist, und belastet ihn. Sie dreht den linken Fuß gegen den Uhrzeigersinn ↶ und stellt ihn in einigem Abstand parallel zum rechten.
Schritt 3: Beide drehen beide Füße auf dem Ballen gegen den Uhrzeigersinn ↶ so weit, bis diese hintereinander stehen, der linke Fuß vor dem rechten, wobei er den linken, sie den rechten belastet.

#### 2. Takt
Schritt 1: Der Mann macht mit dem rechten Fuß einen kleinen Schritt vorwärts, dreht ihn gegen den Uhrzeigersinn ↶ und belastet ihn. Seine Füße stehen jetzt etwa im rechten Winkel mit den Spitzen zueinander. Sie macht das gleiche mit dem linken Fuß, wobei ihre Fersen zueinander zeigen.
Schritt 2: Er macht mit dem linken, sie mit dem rechten Fuß etwa eine halbe Drehung gegen den Uhrzeigersinn ↶ und belastet ihn.
Schritt 3: Der Mann stellt den rechten, sie den linken Fuß bei. Nun stehen beide wieder in der Ausgangsstellung. Bei guter Ausführung hat das Paar in diesen zwei Takten eine ganze Drehung gegen den Uhrzeigersinn ↶ gemacht.

### Walzerfiguren
Beim Walzer lassen sich zahlreiche abwechslungsreiche Figuren einbauen, z. B. Maneuver, Solo-, Damen- und Herrendrehung, Twinkles und Kreuzen.